# Kostanjevac (Zsumberk)
 Kostanjevac  falu Horvátországban Zágráb megyében. Közigazgatásilag Zsumberk község központi települése.

## Fekvése
Zágrábtól 42 km-re, (közúton 57 km-re) délnyugatra a Zsumberki-hegység déli lejtőin fekszik. Településrészei Balabani, Bezjaki, Kajkavci, Ribići, Simenići, Tancrajteri, Teletari, Vlašići és Župani.

## Története
A károlyvárosi katonai kerület 1835-ös topográfiai leírása szerint Kostanjevac egykor a Delišimunović család nemesi székhelye volt, abban az évben pedig a katonai kerület egyik századparancsnoksága volt a településen. A parancsnokság székhelye a von Hermanstein grófok 1725-ben épített kastélya volt. A kastély később a Molz grófoké volt, majd utód hiányában a katonaságé lett. Az 1830-as urbárium szerint 15 házat és 201 lakost számláltak itt, akik közül 178 katolikus volt. 1857-ben 250, 1910-ben 357 lakosa volt. Egyházilag a sošicei Szent Péter és Pál plébánia faluja. Trianon előtt Zágráb vármegye Jaskai járásához tartozott. A falunak 2011-ben 116 lakosa volt. Lakói mezőgazdasággal, állattenyésztéssel, szőlőtermesztéssel foglalkoznak. A településen alapiskola, egészségház, idősotthon, postahivatal és községi hivatal működik. Egyházilag a donji oštrci Szent Mária Magdolna plébániához tartozik. 

## Lakosság
| Lakosság változása | Lakosság változása | Lakosság változása | Lakosság változása | Lakosság változása | Lakosság változása | Lakosság változása | Lakosság változása | Lakosság változása | Lakosság változása | Lakosság változása | Lakosság változása | Lakosság változása | Lakosság változása | Lakosság változása | Lakosság változása |
| ------------------ | ------------------ | ------------------ | ------------------ | ------------------ | ------------------ | ------------------ | ------------------ | ------------------ | ------------------ | ------------------ | ------------------ | ------------------ | ------------------ | ------------------ | ------------------ |
| 1857               | 1869               | 1880               | 1890               | 1900               | 1910               | 1921               | 1931               | 1948               | 1953               | 1961               | 1971               | 1981               | 1991               | 2001               | 2011               |
| 250                | 308                | 378                | 366                | 384                | 357                | 371                | 349                | 218                | 207                | 204                | 183                | 160                | 136                | 102                | 116                |

## Nevezetességei
A Fájdalmas Szűzanya tiszteletére szentelt kápolnáját Krištof (Krsto) Delišimunović építtette 1672-ben. Az évszám a főkapuzat felső részén látható bevésve. A templom a falu felett, egy dombon található. A második felében épült. Eredetileg egy kis kápolna volt, a homlokzat fölötti fatoronnyal, majd a 19. század végén megújították. A harangtornyon az 1899-es évszám, a megújítás befejezésének éve látható. A templom egyhajós, négyszögletes alaprajzú épület, keskenyebb téglalap alakú szentéllyel és a főhomlokzat feletti harangtoronnyal. A templomhajó boltíves, dongaboltozattal, a szentély pedig félkupolával van fedve. A belső tér szecessziós stílusban van kifestve. A Fájdalmas Szűzanya-kápolna jelentősége a tájban elfoglalt rendkívüli helyzetének köszönhető.